# Высотский, Михаил Тимофеевич
Михаи́л Тимофе́евич Высо́тский (1791, Москва — 28 декабря 1837, Москва) — русский гитарист-семиструнник и композитор, один из первых известных отечественных исполнителей на гитаре.

## Биография
Родился в 1791 году (дата рождения в точности неизвестна; на одной из рукописных тетрадей его сочинений рукою его сына Николая написано: «Сочинения М. Т. Высотского, умершего 16 декабря 1837 г., на 47 году от роду») в Очакове — загородном имении поэта Михаила Хераскова. Отец Высотского был у Хераскова крепостным приказчиком (помощником управляющего). Мальчик считался любимцем барина, был крестником Хераскова и назван в его честь Михаилом. Существуют сведения, что играть на гитаре Высотский начал самостоятельно, однако первые профессиональные уроки игры на семиструнной гитаре получил от Семёна Аксёнова, ученика Андрея Сихры, в дальнейшем был самоучкой. Сам Высотский так вспоминает об этих занятиях:
Уж и помучил меня батенька Семён Николаевич! Бывало, уйдешь от него в лес, уж и не рад, бывало, что напросился учиться. Нет, батенька, пойдет, сыщет, за ухо приведет и засадит за гитару.
Из этих воспоминаний ясно, что Высотский сам «напросился» в ученики к Аксёнову.
В 1807 году Высотский получает «вольную», а после смерти Хераскова в 1813 году перебирается в послевоенную Москву, где вскоре заслуживает славу хорошего исполнителя и композитора. Он — московская знаменитость, ведь интерес к русской истории и культуре после победы над грозным завоевателем как никогда силён, Высотского всюду приглашают и с упоением слушают.
Среди почитателей его таланта были известные пианисты Александр Дюбюк и Джон Филд, поэт М. Ю. Лермонтов. Фернандо Сор, услышав во время своего пребывания в Москве исполнение Высотского, восхищённо отозвался о его искусстве.

### Фамилия
По утверждению сыновей Высотского, правильное написание их фамилии — Высоцкие. Это подтверждается и рукописями самого М. Т. Высотского. Однако большинство нотных публикаций печатались за подписью «Высотский», поэтому последний вариант установился как традиционный.

### Семья
Высотский был женат два раза; от первой жены имел одну дочь, которая умерла ещё при жизни отца, немногим пережив свою мать. От второго брака Высотский имел четырёх сыновей и одну дочь.

### Последние годы жизни
Постоянные кутежи, нужда, неправильный образ жизни (пагубное пристрастие к вину), полнейшее невнимание к себе быстро подтачивали его. Вскоре у Высотского образовалась скоротечная чахотка и он скоропостижно, неожиданно для всех скончался. По легенде, он умер в овраге близ Марьиной рощи на пути к трактиру, в котором часто бывал. Однако эта версия опровергается свидетельствами Алексеева (ученика и домохозяина Высотского), а также его сына Семёна. Высотский умер в кругу семьи..

### Внешность и характер
Высотский был среднего роста, более, однако, высокого, нежели малого, лицом худощав, лоб у него был развит чрезвычайно музыкально… При игре же из простого, всегда смеющегося выражения, лицо его получало выражение строгое с печатью глубокой и смелой мысли.
В манерах он был скромен и застенчив, по душе чистосердечен и добр. В разговорах затруднялся, особенно с людьми выше себя по званию.
Высотский был скромным человеком, но не любил чванливого отношения к своему искусству и, как истинный артист, знал себе цену. В людях больше всего уважал искренность, открытость. За ним иногда присылали кареты, любезные предложения, обещали большие деньги, но он упорно отказывался, предпочитая общество друзей или истинных ценителей музыки, а то и просто мог до самозабвения играть любимому ученику.
В жизни практической Высотский был небрежным и беспечным человеком, страшно увлекающимся и бесхарактерным…

## Творчество

### Композиторская деятельность
Творчество Высотского-композитора тесно связано с его манерой исполнительства. Основной вид этого творчества — импровизация, прелюдирование. Сам он называл это «пробами» или «аккордами». Он мог часами импровизировать в самых роскошных пассажах, с большим количеством аккордов и модуляций. Сочинял он и модную в то время музыку: мазурки, полонезы, вальсы и экосезы. Все они очень изящны и музыкальны. Кроме того, произведения Высотского включают фантазии и вариации на русские народные темы, этюды, упражнения, а также переложения сочинений Моцарта, Бетховена, Филда, Гуммеля и Баха (переложение Высотским одной из его фуг считается первым в истории полифоническим сочинением, исполненным на гитаре). Использовал Высотский в сочинениях и тот вид тремоло, который станет популярным с конца XIX века, особенно после известного испанского гитариста и композитора Ф. Тарреги.
Оставил после себя он и «Школу» в смысле методического пособия. Она не отличалась глубиной дидактических разработок, но в ней есть ценные находки и поиски. Скорее, это набросок, конспект будущих разработок, видимо, созданный под влиянием учеников или, может, издателей.
Несмотря на то, что Высотский не любил записывать свои произведения, издавал он их все-таки в большом количестве, но, как правило, малым тиражом и без переиздания, поэтому они мгновенно расходились и сразу становились библиографической редкостью.
84 номера в издании фирмы «А. Гутхейль» и некоторые пьесы, уцелевшие в рукописных списках, изданные в разное время и в разных издательствах, — это все, что уцелело от творческого наследия Высотского.

### Исполнительская деятельность
Игра Высотского изобилует быстрыми пассажами, арпеджио и другими сложными техническими приёмами. По отзывам современников, игра его ошеломляла, оставляла неизгладимое впечатление на всю жизнь. Удивлял и поражал в неменьшей степени и импровизаторский дар Высотского.
Игра его отличалась небывалою на гитаре силою и классической ровностью тона и вместе смелостью, быстротой, особого рода задушевностью вибраций и легато и необыкновенной певучестью… Оттого игра его оставляла необыкновенное, истинно музыкальное впечатление. Впрочем, он мог всё играть, трудностей для него не существовало…
Слушал импровизации знаменитого московского гитариста и Ф. Сор.
Существует любопытный рассказ о том, какое впечатление произвел он такого рода «пробами» на знаменитого в то время парижского гитариста композитора Фернандо Сора.
В бытность свою в Москве, Сор выразил желание послушать Высотского. Одним из любителей гитары специально для этого был устроен вечер.
Пришел и Высотский, молча забился в угол и наотрез отказался играть первым. Сор много и блестяще играл в этот вечер, играл даже прямо с фортепьянных нот, «с листа», довольно трудные вещи. Наконец пристали и к Высотскому. Он взял гитару и, по обыкновению, стал её «пробовать», да так и остался на одних пробах часа два с половиной. В результате получилось такое сильное впечатление, что Сор пришел в отчаяние и объявил, что после такого артиста ему совестно взять в руки гитару и он готов разбить её об пол.

После этой встречи Сор и Высотский часто бывали друг у друга и расстались большими друзьями. Сор всегда с уважением и восторгом вспоминал о Высотском.

### Инструменты
Следует заметить, что Высотский, несмотря на самую крайнюю бедность, доходившую иногда до ужасных размеров, до последних дней своей жизни дорожил и не пожертвовал своими инструментами. Одна гитара, работы И. А. Батова, была подарена Аксёновым в 1806 году, другая, работы мастера И. Я. Краснощёкова, была подарена ему генералом Н. А. Луниным, большим почитателем этого инструмента.

### Педагогическая деятельность
При огромной популярности и славе, у Высотского было много учеников: князья, графы, купцы, писатели, врачи, чиновники, лавочники, рабочий люд, то есть социальный спектр весьма обширный. Уроки его стоили недёшево — по 15 рублей ассигнациями за час. Но и при такой цене приходилось отказывать.
Так рассказывает Стахович об уроках Высотского:
Мне было 13 лет, когда мне приказали учиться играть на гитаре. Вечером И. Г. Краснощеков пришел вместе с учителем, человеком в длиннополом сюртуке, почти купеческого покроя, который молча сидел в углу залы, пока Иван Григорьевич торговался за гитару и уступил наконец за 45 рублей ассигнациями. Потом учитель начал пробовать гитару в таких дробных перекатах, каких я никогда на арфе не слыхивал. В первый урок он был застенчив и, показавши мне нотную азбуку, ушел, оставя меня в совершенном недоумении: как учить урок и что за штука — гитара? К счастью, один пришедший к нам студент спросил:
— Откуда это явилась гитара?
— Да мне учителя наняли на гитаре учиться.
— Кого?
— Высотского какого-то…
— Высотского?! Да это же первая знаменитость! Это, это…
И он не находил слов, чтобы достойно восхвалить Высотского.

Знаменитость учителя сильно затронула мое самолюбие, и я усердно принялся за учение. Но в то время, когда я начал брать уроки у Высотского, он уже брал по 5 рублей ассигнациями за урок. Это не потому, чтобы он упал в славе, но потому, что, как выражались, ужасно манкировал уроками. В самом деле, сначала мое усердие, а потом моя привязанность к нему лично было только причиною, что ему не отказали. Часто он не приходил к нам недели по три, по четыре, по шести и потом являлся снова и ходил каждый день. Кто бы мог, казалось, учиться у него таким образом, и как тут было делать успехи? Но на поверку выходило, что у Высотского ученики делали больше успехов, чем у всех других учителей. Такой способности передавать и создавать восприимчивость в ученике я не видел ни у кого. Ноты были вещью второстепенной, в уроках его главное была его игра. Он переигрывал такт за тактом с учеником и таким образом заставлял живо подражать своей игре. Одна пьеса вызывала у него другую, за анданте следовало аллегро, за лихой песней — грациозные аккорды: этим возбуждал он охоту выучить все то, что он играл. Но, увлекаясь в игре, он был нетерпелив в писании нот, и что он играл в один урок, то надобно было заставлять его писать и разучивать в год. Зато оставались всегда в памяти сыгранные им пьесы и оставалась охота заставить его записать их как-нибудь, так что ученик его ловил каждый час, каждую минуту его урока, и из его урока ничего не пропадало.
Учились игре на гитаре у Высотского не только москвичи, но и любители гитары из других городов России, куда доходила слава о выдающемся московском гитаристе. Именно после Высотского семиструнная гитара стала народным инструментом.

## Интересные факты
В передаче Эльдара Рязанова «Четыре встречи с Владимиром Высоцким» Нина Максимовна Высоцкая вспоминает, что её сын учился играть на гитаре по самоучителю Высотского.